# Hipponicidae
Hipponicidae là một họ ốc biển trong liên họ Vanikoroidea.

## Các chi
Các chi trong họ Hipponicidae gồm:
- Amalthea Schumacher, 1817[2]
- Antisabia Iredale, 1937
- Cheilea Modeer, 1793 - đồng nghĩa: Mitrularia Schumacher, 1817[3]
- Hipponix DeFrance, 1819[4]
- Leptonotis Conrad, 1866[5]
- Malluvium Melvill, 1909[cần dẫn nguồn]
- Neojanacus Suter, 1907[6]
- Sabia Gray, 1841[7]

## Hình ảnh

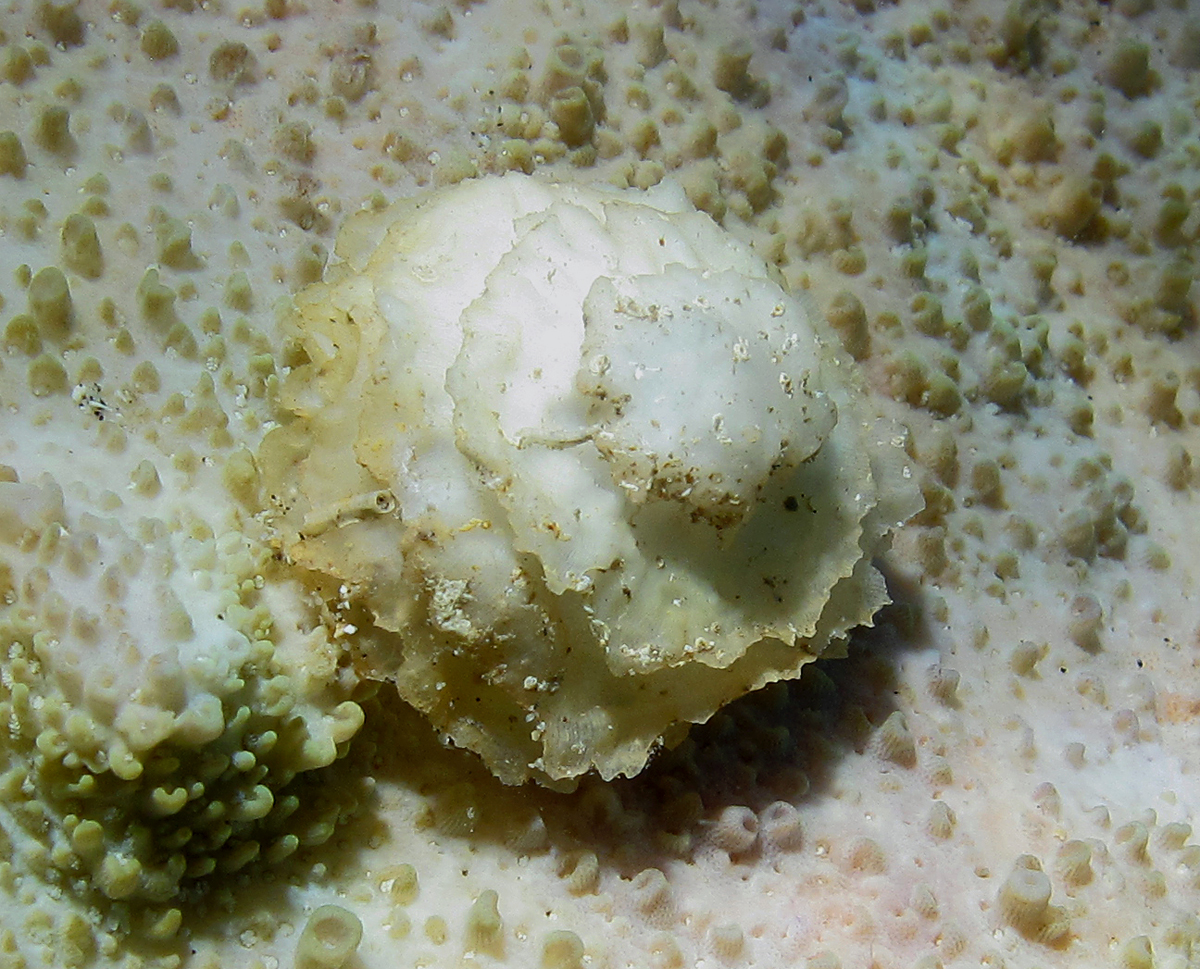
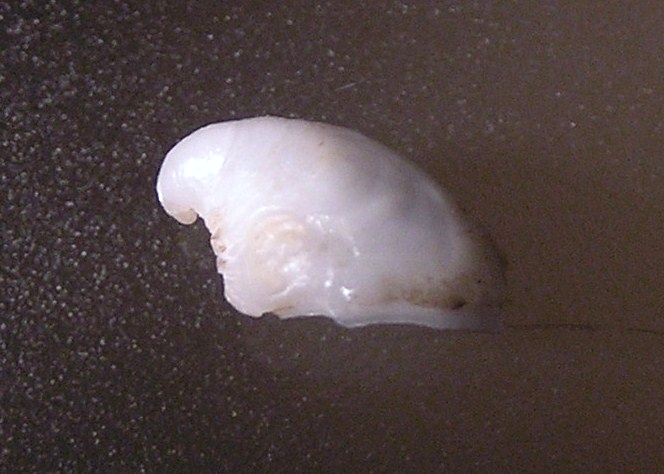